# ساتورن پسرش را می‌بلعد
ساتورن پسرش را می‌بلعد (به اسپانیایی: Saturno devorando a su hijo) نامی داده شده به یکی از نقاشی‌های نقاش اسپانیایی، فرانسیسکو گویا است. بنا به تفسیر سنتی، این نقاشی اسطورهٔ یونانی کرونوس تیتان (که در عنوان به ساتورن رومی‌سازی شده) را نشان می‌دهد که از ترس برانداخته شدن به دست یکی از فرزندانش، هر یک را پس از تولد می‌خورد. این اثر یکی از ۱۴ نگارین‌های سیاهی هست که گویا مستقیماً روی دیوار خانه‌اش زمانی بین ۱۸۱۹ و ۱۸۲۳ کشید. این نقاشی پس از مرگ وی به بوم منتقل شد.